# Muhammad Husayn Tabataba'i
Muhammad Husayn at-Tabataba'i (1903-1981) est l'un des penseurs les plus originaux du monde musulman. Il était un écrivain prolifique et un professeur, qui a consacré sa vie aux études islamiques. On compte dans son œuvre environ quarante-quatre livres, dont trois sont des recueils de ses articles sur divers aspects de l'Islam et le Coran. 
Ses principales contributions sont dans les domaines de tafsir, la philosophie et l'histoire de la foi chiite. Concernant la philosophie, la plus importante de ses œuvres est Usul-e falsafah wa rawish-e-riyalism (Les Principes de la philosophie et la méthode de réalisme), qui a été publié en cinq volumes, avec des notes explicatives et des commentaires de Martyr Morteza Motahhari.

## Biographie
Ayatollah Sayyid Muhammad Husayn Tabataba'i est né à Tabriz en 1903 dans une famille de descendants du Prophète.
Il a reçu sa première éducation dans sa ville natale, consacrée à la maîtrise des éléments de la langue arabe et les sciences religieuses. À l'âge de vingt ans, il est parti pour la grande université chiite de Nadjaf Achraf pour continuer d'autres études.
La plupart des étudiants, dans les médersas, suivent la branche des sciences transmissibles (al-'ulûm al-naqilyah), en particulier les sciences traitant de la loi divine, fiqh ou jurisprudence et usul al-fiqh ou les principes de la jurisprudence. Ayatollah Tabataba'i, cependant, a cherché à maîtriser les deux branches des sciences traditionnelles, la transmission de la tradition et la science du raisonnement. Il a étudié le droit divin et les principes de la jurisprudence avec deux des grands maîtres de l'époque, Mirza Muhammad Husayn Na'ini et Cheikh Muhammad Husayn Isfahani.
En plus de l'apprentissage formel, ou ce que les sources musulmanes traditionnelles appelle « la science acquise » ('ilm-i husuli), l'Ayatollah Tabataba'i s'est intéressé à « la science immédiate » (ilmi-I-hudari) ou gnose par laquelle la connaissance se transforme en vision des réalités célestes. Il a eu la chance d'être l'élève d'un grand maître de la gnose islamique, Mirza Al-Qadi, qui l'a initié aux mystères divins et l'a guidé.

## Retour à Tabriz
L'ayatollah Tabataba'i est retourné à Tabriz en 1934 et a passé quelques années tranquilles dans cette ville, enseignant à un petit nombre de disciples. Il était encore inconnu dans les cercles religieux de la Perse. Ce sont les événements de la Seconde Guerre mondiale et l'occupation russe de la Perse qui ont amené 'Ayatollah Tabataba'i de Tabriz à Qom, en 1945.

## Vie spirituelle et scientifique de Tabataba'i à Qom
Qom était alors, et continue d'être, le centre d'études religieuses en Perse. Ayatollah Tabataba'i enseigna dans cette ville sainte, en se concentrant sur le commentaire coranique, la philosophie islamique traditionnelle et la théosophie, qui n'avait pas été enseigné à Qom depuis de nombreuses années. Sa personnalité et sa spiritualité ont attiré les étudiants.
Les activités de l'Ayatollah Tabataba'i depuis qu'il est venu à Qom ont également inclus des visites fréquentes à Téhéran. Après la Seconde Guerre mondiale, où le marxisme était à la mode parmi certains jeunes à Téhéran, il était le seul savant religieux qui ait pris la peine d'étudier les fondements philosophiques du communisme et de fournir une réponse au matérialisme dialectique du point de vue traditionnel. Le fruit de cet effort a été l'une de ses œuvres majeures, UsuI-i-falsafah Wa rawish-i ri'alism (Les Principes de la philosophie et de la méthode: du réalisme), dans lequel il a défendu le réalisme dans son sens traditionnel et médiéval contre tous philosophies dialectiques.
Ayatollah Tabataba'i a donc exercé une profonde influence dans les deux cercles traditionnels et modernes en Perse. Il a essayé de créer une nouvelle élite intellectuelle parmi les classes instruites qui souhaitent se familiariser avec la pensée islamique ainsi qu'avec le monde moderne. Beaucoup parmi ses étudiants traditionnels qui appartenaient à la classe des oulémas ont essayé de suivre son exemple dans cette importante entreprise. Certains de ses élèves, comme Sayyid Jalal al-Din Ashtiyan'i de l'Université de Machhad et Mourtada Mutahhari de l'Université de Téhéran, ont été eux-mêmes des chercheurs réputés.
En plus de son enseignement, l'Ayatollah Tabataba'i a écrit de nombreux livres et articles.

## Ses élèves
1. Sayyed Mohammed Hussein al-Tahrani
2. Cheikh Morteza Motahhari
3. Abdollah Javadi-Amoli
4. Mohammad-Taqi Mesbah Yazd
5. Moussa Sader
6. Seyyed Hossein Nasr
7. Ja'far Sobhan
8. Sayyid Muhammad Muhsin al-Tahrani

## Ouvrages
1. "Commentaire de Al-Mizan"[3].
2. "Les Principes de la Philosophie et la Méthode réaliste" (Ossul-é-falsafeh-va-Ravech-Réalisme).
3. Notes en marges sur l'ouvrage "Asfar", de Sadrod-Din de Chiraz, dont 7 volumes sont déjà imprimés.
4. "Entretiens avec H. Corbin, orientaliste français" (en 2 volumes), dont un a été imprimé en 1339 (1960), dans l'Annuaire du Maktabé-Tachayyo. L'autre volume a indépendamment paru.
5. "Traité sur le Gouvernement islamique", an persan, allemand et arabe.
6. "Essai sur la puissance et l'acte" (Qoweh-va-fél.)
7. "Essai sur la démonstration".
8. "Démonstration de l'Essence" (Essbaté Zât).
9. "Essai sur l'Homme avant le monde (la création)".
10. "Essai sur l'Homme dans le Monde".
11. "Essai sur l'Homme après le monde".
12. "La Prophétie".
13. "La Valayat".
14. "Les Preuves".
15. "Le Sophisme" (Mogalitah).
16. "L'Analyse".
17. "La Synthèse".
18. "Sur la Subjectif".
19. "L'Ecriture calligraphique Nasta'âligh ".
20. "Sur la Prophétie et les étapes" (Nobowat-va-Magamat)
21. "Ali et la Philosophie divine".
22. "Le Coran dans l'islam ".
23. "Le Chi'isme dans l'islam".
24. "Nombreux articles scientifiques parus dans les périodiques".
25. "Jugement sur les correspondances".
26. "lntroduction à la sagesse".
27. "La Perfection de la Sagesse".
28. Ces deux derniers ouvrages comportent des textes philosophiques importants, étudiés au Centre d'Enseignement des Sciences religieuses, à Qom.
29. "Le Résumé de l'Enseignement de l'Islam".
30. "Questions sur l'Islam".
31. "L'islam et l'Homme contemporain".
32. "Essai sur les attributs de Dieu".
33. "Essai sur les Moyens".
34. "En marge de l'ouvrage " Kifayé".